# Catalina Sandino Moreno
Catalina Sandino Moreno, kolumbijska filmska, gledališka in televizijska igralka, * 19. april 1981, Bogotá, Kolumbija.

## Biografija

### Zgodnje in osebno življenje
Catalina Sandino Moreno se je rodila 19. aprila 1981 v Bogoti, Kolumbija, mami, ki je po poklicu patologinja in očetu veterinarju. Preden je postala igralka, se je šolala na šoli Pontificia Universidad Javeriana v Bogoti. V New York se je preselila leta 1997, ko je njen talent opazila gledališka akademija Rubén Di Pietro, na kateri se je kasneje tudi pričela šolati.
Catalina Moreno s svojim dosedanjim partnerjem, Davidom Elwellom, ki tudi dela v filmski industriji, živi od leta 2004 dalje. Spoznala sta se na snemanju njenega prvega filma, Marija milosti polna. Poročila sta se 15. aprila 2006 z majhnim obredom v Cartageni v Kolumbiji.

### Kariera
Catalina Sandino Moreno je s svojo igralsko kariero pričela leta 2004 z igranjem v filmu Marija, milosti polna, kjer je igrala glavno vlogo, Marío Álvarez. Na avdicijo za to vlogo se je prijavilo pribljižno 900 deklet, vendar jo je dobila ona.
Leta 2006 igra v filmih Journey to the End of the Night in Zašpehan narod, leta 2007 v filmih Paris, je t'aime, The Hottest State, Ljubezen v času kolere in Heart Of The Earth, leta 2008 pa v filmih Che Part One: The Argentine in Che Part Two: Guerrilla.
Leta 2010 je igrala vampirko Mario v filmu Mrk, nadaljevanju filmov Somrak in Mlada luna.
Ena izmed njenih najslavnejših gledaliških vlog je vloga v gledališki igri »King John«, narejeni po Shakespearovi drami.

## Filmografija
- Marija milosti polna (2004) kot María Álvarez
- Journey to the End of the Night (2006) kot Angie
- Zašpehan narod (2006) kot Sylvia
- Paris, je t'aime (2007) kot Ana
- The Hottest State (2007) kot Sarah
- Heart of the Earth (2007) kot Blanca Bosco
- Ljubezen v času kolere (2007) kot Hildebranda Sanchez
- Che Part One: The Argentine (2008) kot Aleida March de Guevara
- Che Part Two: Guerrilla (2008) kot Aleida March de Guevara
- Mrk (2010) kot Maria
- Cristiada (2012) kot Adriana

## Nagrade in nominacije
- 2004 CFCA Award za Marija milosti polna - dobila
- 2004 Colombian Cinema Award za Marija milosti polna - dobila
- 2004 New Generation Award za Marija milosti polna - dobila
- 2004 Golden Space Needle Award za Marija milosti polna - dobila
- 2004 Breakthrough Award za Marija milosti polna - dobila
- 2004 Silver Berlin Bear za Marija milosti polna - dobila
- 2005 oskar za Marija milosti polna - nominirana
- 2005 Critics Choice Award za Marija milosti polna - nominirana
- 2005 Chlotrudis Award za Marija milosti polna - nominirana
- 2005 Imagen Award za Marija milosti polna - dobila
- 2005 Independent Spirit Award za Marija milosti polna - dobila
- 2005 OFCS Award za Marija milosti polna - dobila
- 2005 Premio ACE za Marija milosti polna - dobila
- 2005 Golden Satellite Award za Marija milosti polna - nominirana
- 2006 ALFS Award za Marija milosti polna - nominirana